# Sorry, estoy en mi Darkera
Sorry, estoy en mi Darkera es el segundo álbum de estudio del cantante chileno Easykid. Fue publicado el 27 de julio de 2023.

## Lanzamiento y recepción
El proyecto fue lanzado en julio del 2023 con sencillos previos como «Pa que pichea» (2022) y «Antibellakera» (2023). A la fecha sus canciones en conjunto suman más de 85 millones de escuchas.

## Lista de canciones
Todas las letras escritas por Joaquín Palacios.
| Sorry, estoy en mi Darkera |                                   |          |  |
| N.º                        | Título                            | Duración |  |
| 1.                         | «Pa que pichea»                   | 2:42     |  |
| 2.                         | «Siempre pienso en tí»            | 3:19     |  |
| 3.                         | «Coketa» (con Kris Floyd y Nyruz) | 3:22     |  |
| 4.                         | «Cristina» (con Kidd Voodoo)      | 2:59     |  |
| 5.                         | «Tanjiro»                         | 2:30     |  |
| 6.                         | «Baby Tk» (con Lara Project)      | 2:53     |  |
| 7.                         | «La Tsuru» (con Zizzy)            | 2:55     |  |
| 8.                         | «Antibellakera» (con DrefQuila)   | 3:15     |  |
| 9.                         | «El culto siempre gana»           | 2:19     |  |
| 10.                        | «Darkera»                         | 2:27     |  |
| 28:46                      |                                   |          |  |